# Quando l'amore se n'è andato
Quando l'amore se n'è andato (Where Love Has Gone) è un film del 1964 diretto da Edward Dmytryk. La sceneggiatura di John Michael Hayes è basata sulla novella omonima di Harold Robbins.

## Trama
Dopo il divorzio dei suoi genitori, un'adolescente nutre profondo rancore verso la madre e il suo ultimo amante. Mossa dalla rabbia, la giovane accoltella l'uomo, uccidendolo. Il processo riporta insieme la coppia, preoccupata di salvare la figlia.